# Ицик, Далия
Далия Ицик (ивр. דליה איציק‎; род. 20 октября 1952, Иерусалим) — израильский государственный и политический деятель. Председатель кнессета (2006—2009).

## Биография
Далия Ицик родилась 20 октября 1952 года в Иерусалиме, в семье выходцев из Ирака Гершона и Марселы Балас. Далия Ицик окончила Еврейский университет в Иерусалиме, изучала литературу и историю. К тому же получила академическую степень Бакалавра по юриспруденции в Междисциплинарном центре в Герцлии. Занимала пост председателя профсоюза преподавателей (ивр. הסתדרות המורים‎) в Иерусалиме. Была членом совета директоров департамента вещания (ивр. רשות השידור‎). В то же время Далия Ицик вступает в ряды партии Авода и избирается в муниципалитет Иерусалима. Занимает пост заместителя мэра Тедди Коллека. Встреча с Шимоном Пересом помогает Ицик победить в праймериз в рядах партии Авода и избраться в кнессет.

## Парламентская деятельность
После выборов 1992 года, Далия Ицик занимает пост председателя парламентской комиссии по образованию и культуре. В кнессете 14-го созыва становится председателем парламентской комиссии по науке и технологиям. В 1999 году Далия Ицик занимает пост министра по охране окружающей среды в правительстве Эхуда Барака. После выборов 2001 года Ицик становится министром торговли и промышленности в первом правительстве Ариэля Шарона. В 2003 году, после очередных выборов, Авода не входит в коалицию и Далия Ицик назначается председателем фракции партии, координируя работу оппозиции в кнессете 16-го созыва. В 2005 году Авода входит в коалицию и Ицик получает пост министра связи. 28 ноября 2005 года Далия Ицик объявляет о своём выходе из партии Авода и присоединяется к Кадиме вслед за Шимоном Пересом и Хаимом Рамоном.

## Председатель кнессета
Далия Ицик занимает 14 место в списке Кадимы на выборах 2006 года. После победы на выборах, на первом заседании кнессета, Ицик избирается председателем кнессета. Она становится первой женщиной, занимающий этот пост. После того, как юридический советник правительства Мени Мазуз объявляет о невозможности президента страны Моше Кацава исполнять свои обязанности (в связи с расследованием полиции по сексуальному скандалу), Далия Ицик, в соответствии с законом, является временно исполняющей обязанности Президента Израиля. Первого июля 2007 года входит в силу просьба об отставке Моше Кацава и Далия Ицик становится исполняющей обязанности  Президента Израиля до 15 июля, даты официального принесения присяги Шимоном Пересом.
Далия Ицик замужем, мать троих детей.

## Автомобильная авария в 1988 году
26 октября 1988 года автомобиль Далии Ицик попал в дорожную аварию, столкнувшись с автомобилем депутата кнессета от партии Ликуд Михаэлем Райсером. Райсер погиб, а Ицик получила серьёзную травму. С тех пор она не садится за руль автомобиля.